# Корпоратократія
Корпоратократія (англ. corporatocracy «влада корпорацій»; від лат. corporatio «об'єднання, співтовариство» та дав.-гр. κράτος «влада») — економічна, політична та юридична система, що контролюється бізнес-корпораціями або корпоративними інтересами. 
Концепція часто використовується для пояснення дотації банків, надмірної оплати праці керівників, а також претензії щодо експлуатації національних скарбів, людей та природних ресурсів. Її використовували критики глобалізації, іноді в поєднанні з критикою Світового банку або несправедливих практик кредитування, а також з критикою угод про вільну торгівлю. Влада корпорацій також є поширеною темою дистопічних науково-фантастичних публікацій в ЗМІ.